# Leopold József
Leopold József (Rákospalota, 1938. július 5. – Budapest, 2019. november 20.) testnevelő tanár, tornaszakedző, tornász, ökölvívó, tanszékvezető, egyetemi docens.

## Élete
Édesapja, József, könyvkötő volt, édesanyja gondnokként dolgozott. Már gyerekként imádott sportolni, kajakozott, bokszolt, majd testnevelő tanára buzdítására, elkezdett tornázni. Évekig a boksz és a torna párhuzamosan jelen volt az életében. A Testvériség Sportegyesületben tornázott, majd később az MTK-ban bokszolt. Minden álma az volt hogy bekerüljön a Testnevelési Főiskolára, hogy tanár lehessen.
Szeretett utazni, kalandokat keresni, a természetben kirándulni, az állatokat megfigyelni. Kedvelte a kihívásokat és nem adta fel a dolgokat, amikor egy kicsit nehéz vagy bizonytalannak tűnt a helyzete.
Az érettségi után háromszor felvételizett a Testnevelési Főiskolára, de az 1956-os forradalomban való részvétele miatt nem vették fel. "Mindenki tudta, hogy 1956 októberében megsebesültem, a felvételi értesítőn mindig ez állt: 'A
felvételi vizsgán megfelelt, férőhely hiányában elutasítjuk'." Többszöri fellebbezés után 1959-ben sikerült bekerülnie a főiskolára testnevelő tanári szakra, majd 1963-ban diplomázott.

## Családja
Felesége Leopold Katalin (szül. név: Nádasi Katalin) testnevelő tanár, atléta edző. Lányai Réka és Emese. Unokái Petra és Gergő.

## Edzői tevékenysége
1963-ban Csányi Rajmund megalapította a Központi Sportiskola Torna Szakosztályát, ahová maga mellé hívta edzőnek. Tornaszakedzőként a Központi Sport Iskolában (KSI)  Csányi Rajmunddal, mint alapító tagok sikeres edzői munkát végeztek.
Később a Vasas Izzóban – későbbi nevén a Tungsramban – dolgozott. Több sikeres válogatott tornásznak volt mestere, tanítványai számos magyar- és mesterfokú bajnoki címet szereztek. A Magyar Torna Szövetség Bordán Dezső szövetségi kapitány mellé kinevezte a magyar ifjúsági és felnőtt válogatott edzőjének is.
A legsikeresebb tanítványát, Laufer Bélát felkészítette az 1974-es várnai világbajnokságra, ahol a magyar csapat 4. lett, és az 1976-os montreali olimpiára, ahol szintén negyedikek lettek. Tanítványai tisztelték szakmai tudását és szerették emberségét, vidám személyiségét.

## Szakmai munkája
A kiváló edzői munkája mellett tanított huszonnégy (1971-1995) éven át a Torna Tanszéken a Magyar Testnevelési Egyetemen. 1985 és 1991 között a torna tanszék vezetőjévé nevezték ki, és egyetemi docensként vezette a tanszék munkáját olyan korábbi vezetőket követve, mint Kerezsi Endre, Kabos Gábor, Romák Éva.
Az ELTE Bölcsészettudományi Karán doktorált. A tanszék tagjai közül elsőként szerzett egyetemi doktori címet. Szeretett írni, sok szakmai tudományos cikket írt, amiknek egy része meg is jelent a Testnevelési Főiskola saját kiadványában is.

## További edzői tevékenysége USA-ban
A tanári pályája csúcsán, tanszékvezetői megbízatását követően 1993-ban az Egyesült Államokba, Minnesotaba költözött, új kihívásokat keresni. Sikeres női tornaedzői pályát futott be. Tanítványai többször állami bajnokságot nyertek, több versenyzője bejutott a regionális bajnokságba, és egy versenyzője részt vehetett a nemzeti bajnokságban is Floridában. Sok barátot szerzett az ott töltött évek alatt, a tanítványai szinte családtagként szerették. A helyi újságban több cikk megjelent róla és a családjáról. Sokat utazott az USA-n belül a családjával és a tornászokkal is.